# Институтский переулок (Москва)
Институ́тский переу́лок — улица в Москве в Мещанском районе Центрального административного округа и в районе Марьина Роща Северо-Восточного административного округа, между Суворовской площадью и улицей Образцова.

## История
Название получил в конце XIX века по ближнему Александровскому институту для детей мещан и чиновников (ныне в зданиях института размещена больница). Назывался также Александровским, а первоначально — Сорокинским (по фамилии одного из домовладельцев).

## Расположение
Институтский переулок начинается от Суворовской площади и проходит на северо-запад вместе с улицей Советской Армии, слева находится театр Российской армии, затем улица Советской Армии уходит севернее, а переулок поворачивает западнее, справа от него начинается Октябрьская улица. Заканчивается на улице Образцова.

## Учреждения и организации
- Дом 2/1 — камерный оркестр «Kremlin»; Совинтеравтосервис;
- Дом 8 — прокуратура СВАО.